# LOVE SONG COLLECTION
『LOVE SONG COLLECTION』（ラヴソングコレクション）は、SEAMOのコレクションアルバム。

## 解説
- それまでにリリースしてきたシングルとアルバムからラヴソングのみを集めた、ラヴソング・コレクションアルバム。個人名義の楽曲に加え、他人名義のコラボ楽曲を4曲（そのうち1曲はボーナストラック）、新曲「どちらも本当 どちらも嘘」、NEWSに提供した楽曲「Happy Birthday」のセルフカバーを収録。
- 初回限定盤にはビデオクリップが収録されたDVDが付属。

## 収録曲
1. a love story / SEAMO with BENNIE K
3rdシングル
2. Honey Honey feat. AYUSE KOZUE
10thシングル
3. マタアイマショウ
4thシングル
4. Fallin' in or Not feat. SEAMO / 中林芽依
May'nが「中林芽依」名義で出した3rdシングル。
5. 君に1日1回「好き」と言う
16thシングル
6. どちらも本当 どちらも嘘
新曲
7. アイタイヒト
6thアルバム『REVOLUTION』収録。
8. RESET with SEAMO / 傳田真央
傳田真央のミニアルバム『MENZ Collaboration』収録。
9. どんなに離れても feat. SEAMO / CHIHIRO
CHIHIROの4thアルバム『C is』収録。
10. Happy Birthday
NEWSに提供した楽曲のセルフカバー。
11. つよがり
7thアルバム『TO THE FUTURE』収録。
12. 約束
15thシングル
13. 寒い夜だから…(オーバードライブRemix) / TRF(BONUS TRACK)
TRFのトリビュートアルバム『TRF TRIBUTE ALBUM BEST』収録。

### 初回限定盤DVD
1. 君に1日1回「好き」と言う
2. 汚れた翼で
3. ROCK THIS WAY / SEAMO×SPYAIR
4. 東京